# Johann Baptist Ziz
Johann Baptist Ziz (* 8. Oktober 1779 in Mainz, Kurmainz; † 1. Dezember 1829 ebenda,  Großherzogtum Hessen) war ein deutscher Apotheker und Botaniker. Sein offizielles botanisches Autorenkürzel lautet „Ziz“.  

## Werdegang
Johann Baptist Ziz wurde als Sohn des Weinhändlers und Gutsbesitzers Melchior Ziz in Mainz geboren. Er ging ab Jahre 1796 bei dem Mainzer Apotheker Philipp Martin Baymer in die Lehre. Nach seiner Ausbildung studierte er in Erfurt bei Johann Bartholomäus Trommsdorff und in Berlin und war dann in Kassel, Frankfurt und Darmstadt als Apotheker tätig. 1807 kehrte er in das damals französische Mainz zurück und bestand hier die Apothekerprüfung. Er übernahm aber keine Apotheke, sondern beschäftigte sich vor allem mit der Botanik. Er wurde Mitglied verschiedener gelehrten Gesellschaften (Regensburger botanische Gesellschaft, Senckenbergische Gesellschaft in Frankfurt a. M., Wetterauer Gesellschaft in Hanau), unternahm botanische Reisen nach Südfrankreich und den Pyrenäen und stand mit Philipp Salzmann, Augustin-Pyrame de Candolle, Wilhelm Daniel Joseph Koch und anderen Botanikern in regem Austausch.
Als der Typhus de Mayence 1813 Mainz als Kriegspest heimsuchte, übernahm er in Abwesenheit des Provisors die Geschäftsführung der Mainzer Mohrenapotheke. 1819 übernahm er in Mainz das Amt des Lehrers der Naturwissenschaften am Gymnasium und wurde Pharmazeut im Medizinalkollegium. Nachdem er im Jahre 1824 Medizinalrat geworden war, erhielt er im Jahre 1826 die Doktorwürde von der Universität Erfurt. Noch 1829 wurde er in den Verwaltungsrat des Mainzer Universitätsfonds aufgenommen. Er starb am 1. Dezember 1829. Seine reiche Bibliothek vermachte er dem Mainzer Gymnasium, sein sehr beträchtliches Herbarium dem Großherzoglichen Museum in Darmstadt. Es bildet heute den Grundstock des Herbariums des Botanischen Institutes der Technischen Hochschule.

## Ehrungen
Die Pflanzengattung Zizia aus der Familie der Doldenblütler (Apiaceae) ist nach ihm benannt worden, um Ziz’ Verdienste zu würdigen. Auch die Hybride Potamogeton × zizii W.D.J. Koch ex Roth ist nach ihm benannt.

## Schriften
- W.D.J.Koch, J.B.Ziz: Catalogus plantarum, quas in ditione Florae Palatinatus legerunt. Phanerogamia, Mainz 1814. (Bayerische Staatsbibliothek)
- Botanisches Findbuch für die Bereiche Rheinhessen, Rheingau, Untere Nahe in: Stadtbibliothek Mainz. urn:nbn:de:0128-3-2427

## Ehrungen und Auszeichnungen
- Mitglied der Regensburgischen Botanischen Gesellschaft
- Mitglied der Wetterauischen Gesellschaft, Hanau
- Mitglied der Senckenberg Gesellschaft für Naturforschung

## Quelle
- Ludwig Spilger: Eine unbekannte Arbeit des Mainzer Botanikers Ziz (1779–1829). (Digitalisat (PDF))